# Болотешть (комуна)
Болотешть, Болотешті (рум. Bolotești) — комуна у повіті Вранча в Румунії. До складу комуни входять такі села (дані про населення за 2002 рік):
- Івенчешть (426 осіб)
- Болотешть (748 осіб) — адміністративний центр комуни
- Вітенештій-де-суб-Мегуре (722 особи)
- Геджешть (1392 особи)
- П'єтроаса (671 особа)
- Путна (629 осіб)

Комуна розташована на відстані 173 км на північний схід від Бухареста, 17 км на північний захід від Фокшан, 87 км на північний захід від Галаца, 115 км на схід від Брашова.

## Населення
За даними перепису населення 2002 року у комуні проживали 4588 осіб.
Національний склад населення комуни:
| Національність | Кількість осіб | Відсоток |
| -------------- | -------------- | -------- |
| румуни         | 4586           | > 99,9%  |
| українці       | 1              | < 0,1%   |
| німці          | 1              | < 0,1%   |

Рідною мовою назвали:
| Мова       | Кількість осіб | Відсоток |
| ---------- | -------------- | -------- |
| румунська  | 4586           | > 99,9%  |
| українська | 1              | < 0,1%   |
| німецька   | 1              | < 0,1%   |

Склад населення комуни за віросповіданням:
| Релігія       | Кількість осіб | Відсоток |
| ------------- | -------------- | -------- |
| православні   | 4530           | 98,7%    |
| бретрени      | 24             | 0,5%     |
| римо-католики | 16             | 0,3%     |
| старообрядці  | 4              | 0,1%     |
| реформати     | 1              | < 0,1%   |